# Parafia św. Antoniego z Padwy w Dąbrowie Górniczej
Parafia św. Antoniego z Padwy – parafia rzymskokatolicka w Dąbrowie Górniczej, województwie śląskim. Znajduje się w dekanacie dąbrowskim – św. Antoniego z Padwy, w diecezji sosnowieckiej.
Parafia erygowana została w 1675 roku przez wydzielenie z parafii w Sławkowie.
Proboszczem parafii w roku 2024 został o. Paweł Solecki OFMConv.